# Jákup á Borg
Jákup á Borg (* 26. Oktober 1979 auf den Färöer) ist ein ehemaliger dänischer Fußballspieler, der in der färöischen Nationalmannschaft aktiv war. Er ist zweitbester Torschütze der Betrideildin und seit 2022 Trainer von B68 Toftir.

## Fußball

### Verein
Jákup á Borg startete seine Karriere bei B36 Tórshavn. 1996 wurde er bereits mit 16 Jahren für die erste Mannschaft in den Gruppenspielen des Pokals eingesetzt, das erste Pflichtspiel war der 4:0-Sieg gegen TB Tvøroyri. Im Pokalspiel gegen B71 Sandur gelang ihm am zweiten Spieltag sein erstes Pflichtspieltor zum Endstand von 2:3. Wenig später wurde er auch beim Start der ersten Liga eingesetzt und zählte dort zu den Stammspielern, das erste Spiel ging auswärts bei KÍ Klaksvík 1:1 aus. Am 16. Spieltag schoss er mit dem 3:1 gegen FS Vágar sein erstes Tor in der Liga. Das Spiel endete 5:1. Im Jahr darauf folgte der erste Meistertitel, welcher gemeinsam mit Jens Kristian Hansen, Tummas Eli Hansen, Óli Johannesen, Julian Johnsson und John Petersen erreicht werden konnte. Hielt sich die Torausbeute von Á Borg in den ersten beiden Jahren noch in Grenzen, konnte er schon 1998 den Titel des Torschützenkönigs erringen. Diesen Erfolg wiederholte er im nächsten Jahr. Im Jahr 2001 war er mit seinem Verein erstmals im Pokal siegreich, im Finale wurde KÍ Klaksvík mit 1:0 besiegt. Die Meisterschaft konnte B36 ebenfalls für sich entscheiden, womit das Double erzielt wurde. Seine Mannschaftskollegen in diesem Jahr waren unter anderen Egil á Bø, Jens Kristian Hansen, Heðin á Lakjuni, John Petersen und Pól Thorsteinsson.
2004 wechselte Á Borg für einige Monate zu Odense BK, konnte sich dort jedoch nicht durchsetzen und wurde lediglich beim 4:0-Sieg gegen Herfølge BK zwei Minuten vor Schluss für Mwape Miti eingewechselt. Noch im selben Jahr kehrte er auf die Färöer zurück und spielte fortan für den Lokalrivalen HB Tórshavn. Direkt im ersten Jahr wurde das Double aus Pokal und Meisterschaft erzielt. Damals befanden sich unter anderen Jan Dam, Rógvi Jacobsen und Heðin á Lakjuni in der Mannschaft. Im Pokalfinale, in welchem Á Borg nicht zum Einsatz kam, wurde NSÍ Runavík mit 3:1 geschlagen. 2006 konnte gemeinsam mit Rógvi Jacobsen der zweite Meistertitel mit HB erzielt werden, zugleich wurde Á Borg zum Spieler des Jahres gewählt. Das Spiel um den färöischen Supercup im darauffolgenden Jahr verlor HB im Elfmeterschießen gegen B36 Tórshavn. Nach der Hälfte der Saison 2008 kehrte er wieder zu B36 zurück, wo er 2011 zusammen mit seinem Mannschaftskollegen Atli Danielsen und Súni Olsen den nächsten Meistertitel holte. Das Supercupspiel wurde erneut verloren, diesmal mit 1:2 gegen EB/Streymur. 2014 gewann er zunächst seine sechste Meisterschaft, im Supercup verlor er im Elfmeterschießen gegen Víkingur Gøta. 2015 folgte die siebte Meisterschaft.
Mit 153 Toren in 392 Spielen der färöischen ersten Liga ist Á Borg hinter Klæmint Olsen der zweiterfolgreichste Torschütze (Stand: Ende 2019).

### Europapokal
Bei 25 Spielen im Europapokal wirkte Á Borg mit, ein Tor gelang ihm dabei nicht. Das erste Spiel absolvierte er 1997 für B36 Tórshavn im UI-Cup bei der 0:5-Heimniederlage gegen KRC Genk, als er in der 62. Minute beim Stand von 0:3 für Sigfríður Clementsen eingewechselt wurde. Á Borg wirkte auch für HB Tórshavn in der ersten Qualifikationsrunde zur Champions League beim 3:0 im Rückspiel gegen WIT Georgia Tiflis mit, was den höchsten Sieg einer färöischen Mannschaft darstellte. Dennoch schied HB aus, da das Hinspiel mit 0:5 verloren wurde. Sein letztes Spiel war der 2:1-Heimsieg im Rückspiel der ersten Qualifikationsrunde zur Champions League gegen FC Valletta, trotz dieses Sieges schied B36 aufgrund der 0:1-Hinspielniederlage und der damit verbundenen Auswärtstorregel aus.

### Nationalmannschaft
Sein erster internationaler Einsatz erfolgte ebenso wie bei Hans Fróði Hansen am 19. August 1998 im EM-Qualifikationsspiel gegen Bosnien, wobei er in der 72. Minute für Uni Arge eingewechselt wurde. Das Spiel in Sarajevo ging mit 0:1 verloren. Er spielt für die Nationalmannschaft üblicherweise auf der Position Rechtsaußen. Sein erstes Tor gelang ihm am 27. April 2003 im Freundschaftsspiel gegen Kasachstan, er erzielte den Führungstreffer beim 3:2-Sieg. Im Juli 2010 gab Á Borg seinen Rücktritt als Nationalspieler bekannt. Für das EM-Qualifikationsspiel gegen Estland am 11. August 2010 wurde er jedoch aufgrund von Verletzungssorgen  erneut nominiert und eingesetzt. Mit diesem 61. und letzten Einsatz bei der 1:2-Niederlage in Tallinn steht er an sechster Stelle der Rekordspieler für die färöische Nationalmannschaft.

### Trainer
Zur Saison 2017 übernahm Á Borg den Cheftrainerposten bei B36 Tórshavn, nachdem er dort schon drei Jahre als spielender Co-Trainer aktiv war. In seiner ersten Saison erreichte er das Pokalfinale, welches mit 0:1 gegen NSÍ Runavík verloren wurde. In der Liga belegte die Mannschaft den dritten Platz. Dies gelang auch im Jahr darauf, im Pokalfinale wurde HB Tórshavn im Elfmeterschießen besiegt. 2019 unterlag B36 im Supercup mit 0:1 gegen Meister HB Tórshavn und wurde in der Liga Vizemeister. Im November 2020 verließ er den Verein und im folgenden Jahr war er drei Monate Co-Trainer von EB/Streymur. Anschließend dauerte es bis zum Mai 2022, als er den Trainerposten von B68 Toftir übernahm.

### Erfolge

#### Als Spieler
- 6× Färöischer Meister: 1997, 2001, 2004, 2006, 2011, 2014, 2015
- 3× Färöischer Pokalsieger: 2001, 2003, 2004
- 2× Torschützenkönig der ersten färöischen Liga: 1998, 1999
- 1× Spieler des Jahres: 2006[3]

#### Als Trainer
- 1× Färöischer Pokalsieger: 2018

## Persönliches
Á Borg ist hauptberuflich als Gebrauchtwagenhändler tätig.